# テンターフィールド・テリア
テンターフィールド・テリア（英：Tenterfield Terrier）は、オーストラリアのニューサウスウェールズ州原産のテリア犬種である。フォックス・テリアタイプ犬種のひとつでもある。作出当時の旧称はミニ・フォクシー（英：Min. Foxie）だが、トイ・フォックス・テリアとは別の犬種である。

## 歴史
原型の犬は、オーストラリアに入植が開始された頃から存在していた。これは現在のフォックス・テリアタイプ犬種と呼ばれるたぐいの犬種の血を引いたミックスのワーキング・テリアで、これに何百年もの歳月をかけてゆっくり改良を加えていったものがテンターフィールドである。初期の段階では上記の原型の犬にイングリッシュ・ラット・テリアとスムース・フォックス・テリアが掛け合わされ、19世紀ごろになると更なる能力向上を目指してジャック・ラッセル・テリア（プティングタイプ）、トイ・フォックス・テリア、ウィペット、ミニチュア・ピンシャー、チワワなどの血が導入されて完成した。
主に他のフォックス・テリアタイプ犬種と同じく、ネズミを狩るのに使われた。大きな倉庫でネズミを退治することで衛生を保ち、作物の食害や感染症の媒介を防除するのが本種の務めである。この他番犬などとしても使われ、泥棒やディンゴなどから主人の財産を守っている。
現在も大半が実用犬として飼育されていて、ペットやショードッグとして飼育されているものは稀である。近年正式な犬種クラブが設立され、スタンダードの統一や犬種推薦の活動が盛んに行なわれている。FCIには2009年11月現在未公認であるが、原産地外のケネルクラブに公認されれば公認登録への申請が行なわれることが予定されている。然し、原産地以外ではほとんど知名度が無く、飼育されていない。

## 特徴
その姿は同じフォックス・テリアタイプ犬種に非常によく似ている。このグループの犬は専門家でも犬を並べて見比べなければ区別がつけにくいことで有名であるが、その中で比較すれば、本種は小柄な方である。テンターフィールドはアメリカン・ラット・テリアによく似た容姿をしているが、体の筋肉のつき方、性格、脚の長さなどが異なっている。
引き締まった体つきをしていて、小柄でコンパクトな体を持つ。頭はチワワのようなアップルヘッドで、目は大きく、耳はボタン耳は立ち耳又は半立ち耳。胸は深い。背はウイペットの血により流線型である。尾は飾り毛の無い垂れ尾だが、ネズミ狩りの際に噛まれて怪我をしたり感染症にかからないようにするため短めに断尾する。コートはスムースコートで、毛色はホワイトを地としてブラックとタンのマーキングが入ったトライカラー。体高27cm前後、体重10kg前後の小型犬で、、性格は明るく活発。いわゆる「テリア・キャラクター」という、やや気の荒い一面も持つが、しつけはよく入り、状況判断力も優れている。身体能力も高く、ドッグスポーツにも最適である。原産地の気候に合うように育成されてきた犬種であるため暑さに強く、寒さに弱いので、日本などで飼育するならば冬季の散歩時には洋服を着せて保温を行なう必要がある。運動量は体の大きさに似合わず非常に多い。